# Angus Peter Campbell
Angus Peter Campbell, in gaelico scozzese Aonghas P(h)àdraig Caimbeul (South Boisdale, 1952), è un romanziere e poeta scozzese.

## Biografia
Lasciata la natia South Boisdale, sull'isola di South Uist (Ebridi Esterne), per frequentare le scuole superiori di Oban, sulla terraferma scozzese, ha avuto come insegnante di inglese lo scrittore Iain Crichton Smith che ha saputo sviluppare i suoi interessi letterari insieme con la tradizione gaelica. Successivamente, all'Università di Edimburgo, ha trovato in un altro anziano scrittore, Sorley MacLean, la guida e l'incoraggiamento necessari a proseguire la propria formazione umanistica e a diventare scrittore a tempo pieno di romanzi e poesie sia in inglese che in gaelico. Di lui infatti Sorley MacLean avrebbe poi detto: «Non ho alcun dubbio che Angus Peter Campbell sia uno dei pochi poeti scozzesi viventi veramente significativi, in qualunque lingua scriva.»
Dopo essersi laureato, si è dedicato al giornalismo lavorando prima per il settimanale West Highland Free Press e poi per la BBC e la Grampian Television e continua tuttora a scrivere per la radio e per la televisione. È stato anche attore (nel 2006, in un'apprezzata interpretazione del "nonno", il protagonista di Seachd: The Inaccessible Pinnacle), lavapiatti, guardia forestale, pescatore di aragoste e operaio edile. Attualmente vive sull'isola di Skye (la più settentrionale delle Ebridi Interne) con la moglie e sei figli.

## Attività letteraria
La sua produzione letteraria comprende poesie e romanzi (per ragazzi e per adulti), scritti sia in gaelico che in inglese. I principali autori che ne hanno influenzato la scrittura sono Lev Tolstoj, George Eliot, Gabriel García Márquez e Italo Calvino. Fra i vari riconoscimenti conferitigli, nel 2001 ha ricevuto la Bardic Crown e il Creative Scotland Award, mentre nel 2005 il suo primo romanzo per adulti, An oidhche mus do sheòl sinn, ha raggiunto l'ottava posizione nella classifica dei 100 migliori libri scozzesi di sempre votata dal pubblico.

### Opere pubblicate
- (EN)  The Greatest Gift, 1992. Raccolta di poesie
- (EN)  One Road, 1998. Raccolta di poesie
- (GD)  Pìosan an "An Tuil", 2000. Racconto per ragazzi
- (GD)  Gaelach An Abachaid, 2000. Racconto per ragazzi
- (GD)  Motair-baidhsagal agus Sgàthan, 2000. Racconto per ragazzi
- (GD)  Lagan A' Bhàigh, 2002. Raccolta di poesie
- (GD)  An Siopsaidh agus an t-Aingeal, 2002. Raccolta di poesie
- (GD)  An oidhche mus do sheòl sinn (La notte prima di salpare), Inverness, Clàr, 2003. ISBN 978-1-900901-10-9. Romanzo
- (GD)  Là A' Dèanamh Sgèil Do Là, 2004 (2005 ?). Romanzo
- (EN)  Invisible Islands (Isole Invisibili), Glasgow, Otago Publishing, 2006. ISBN 978-0-9552283-0-8. Il romanzo, basato ampiamente sulla storia e la cultura gaelica, rientra nel filone del realismo magico ed è evidentemente ispirato dai racconti fantastici di Jorge Luis Borges e da Le città invisibili di Italo Calvino. Si compone di 21 capitoli, ciascuno dedicato a ogni specifica isola del mitico arcipelago delle "Isole Invisibili".
- (GD)  An Taigh-Samhraidh - The Holiday-Home, 2007
- (GD)  Meas Air Chrannaibh (Frutta sui rami), Isle of Lewis, Acair, 2007. ISBN 978-0-86152-330-6.
- (GD)  Tilleadh Dhachaigh, Inverness, Clàr, 2009. ISBN 978-1-900901-49-9. Romanzo
- (EN)  Archie and the North Wind, 2010. Romanzo